# Sonoma Raceway

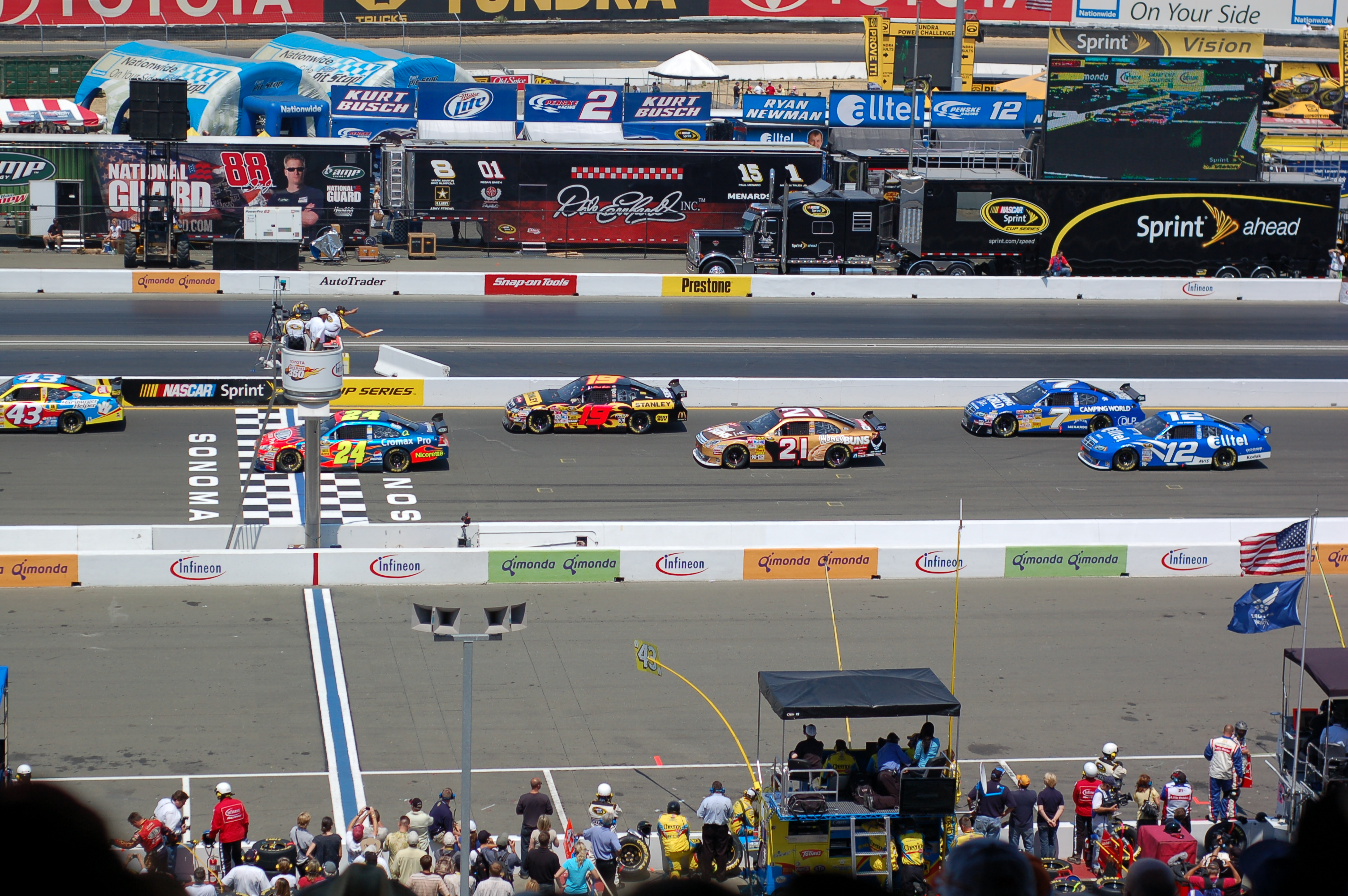
NASCAR race op Infineon Raceway, 2008.

De Sonoma Raceway (voorheen Infineon Raceway en Sears Point Raceway) is een racecircuit gelegen in Sears Point, Sonoma County, Californië. Het is een wegcircuit dat in 1968 in gebruik werd genomen. Voor 2002 had het circuit de naam Sears Point Raceway. Het circuit heeft twee verschillende lay-outs, een langere met een lengte van 3,57 km, waar onder meer Indy Racing League races worden op gehouden en de kortere versie van 3,2 km, waar onder meer NASCAR races gehouden worden. De volledige lengte van het circuit is 4,06 km. Het Amerikaanse superbike kampioenschap dat georganiseerd wordt door de American Motorcyclist Association heeft het circuit ook op de kalender staan.

## Winnaars
Winnaars op het circuit voor een race uit de Indy Racing League kalender.
| Jaar | Rijder            |
| ---- | ----------------- |
| 2005 | Tony Kanaan       |
| 2006 | Marco Andretti    |
| 2007 | Scott Dixon       |
| 2008 | Hélio Castroneves |
| 2009 | Dario Franchitti  |
| 2010 | Will Power        |
| 2011 | Will Power        |
| 2012 | Ryan Briscoe      |